# Campeonato Mato-Grossense Segunda Divisão 2023
In 2023 werd het negentiende Campeonato Mato-Grossense Segunda Divisão gespeeld voor clubs uit Braziliaanse staat Mato Grosso. De competitie werd gespeeld van 29 april tot 24 juni en werd georganiseerd door de FMF. Primavera  werd kampioen.

## Eerste fase

### Groep A
| Plaats | Club           | Wed. | W | G | V | Saldo | Ptn. |
| ------ | -------------- | ---- | - | - | - | ----- | ---- |
| 1.     | Araguaia       | 4    | 4 | 0 | 0 | 12:3  | 12   |
| 2.     | Grêmio Sorriso | 4    | 3 | 0 | 1 | 11:3  | 9    |
| 3.     | Sinop          | 4    | 2 | 0 | 2 | 12:8  | 6    |
| 4.     | Campo Novo     | 4    | 1 | 0 | 3 | 3:10  | 3    |
| 5.     | Paulistano     | 4    | 0 | 0 | 4 | 2:16  | 0    |

|  | Geplaatst voor finale en promotie |

### Groep B
| Plaats | Club        | Wed. | W | G | V | Saldo | Ptn. |
| ------ | ----------- | ---- | - | - | - | ----- | ---- |
| 1.     | Primavera   | 4    | 3 | 0 | 1 | 12:4  | 9    |
| 2.     | Cáceres     | 4    | 2 | 1 | 1 | 8:7   | 7    |
| 3.     | Operário FC | 4    | 2 | 0 | 2 | 6:9   | 6    |
| 4.     | Ação        | 3    | 1 | 0 | 2 | 6:6   | 3    |
| 5.     | Poconé      | 3    | 0 | 1 | 2 | 3:9   | 1    |

## Tweede fase
|  | halve finale   | halve finale | halve finale | halve finale |  |           | finale | finale | finale | finale |
|  |                |              |              |              |  |           |        |        |        |        |
|  |                |              |              |              |  |           |        |        |        |        |
|  | Araguaia       | 4            | 3            | 7            |  |           |        |        |        |        |
|  | Cáceres        | 1            | 2            | 3            |  |           |        |        |        |        |
|  |                |              |              |              |  | Araguaia  | 1      | 2      | 3      |        |
|  |                |              |              |              |  | Primavera | 1      | 3      | 4      |        |
|  | Primavera      | 2            | 1            | 3            |  |           |        |        |        |        |
|  | Grêmio Sorriso | 1            | 1            | 2            |  |           |        |        |        |        |

## Eindstand
| Plaats | Club           | Gr. | Wed. | W | G | V | Saldo | Ptn. |
| ------ | -------------- | --- | ---- | - | - | - | ----- | ---- |
| 1.     | Primavera      | B   | 8    | 5 | 2 | 1 | 19:9  | 17   |
| 2.     | Araguaia       | A   | 8    | 6 | 1 | 1 | 22:10 | 19   |
| 3.     | Grêmio Sorriso | A   | 6    | 3 | 1 | 2 | 13:6  | 10   |
| 4.     | Cáceres        | B   | 6    | 2 | 1 | 3 | 11:14 | 7    |
| 5.     | Sinop          | A   | 4    | 2 | 0 | 2 | 12:8  | 6    |
| 6.     | Operário FC    | B   | 4    | 2 | 0 | 2 | 6:9   | 6    |
| 7.     | Ação           | B   | 3    | 1 | 0 | 2 | 6:6   | 3    |
| 8.     | Campo Novo     | A   | 4    | 1 | 0 | 3 | 3:10  | 3    |
| 9.     | Poconé         | B   | 3    | 0 | 1 | 2 | 3:9   | 1    |
| 10.    | Paulistano     | A   | 4    | 0 | 0 | 4 | 2:16  | 0    |

|  | Kampioen, promotie naar Primeira Divisão 2024     |
|  | Vicekampioen, promotie naar Primeira Divisão 2024 |
|  | Uitgeschakeld in halve finale                     |
|  | Uitgeschakeld in eerste fase                      |

## Kampioen
| Campeonato Mato-Grossense de 2023 - Segunda Divisão |
| Mato Grosso                                         |
| --------------------------------------------------- |
| PRIMAVERA Kampioen (1° titel)                       |